# Teplingen
Teplingen ist ein Dorf im niedersächsischen Wendland und ist ein Ortsteil der Stadt Wustrow (Wendland).

## Geographie
Der Ort liegt einen Kilometer südöstlich von Wustrow und zwei Kilometer westlich von Lübbow an der L 262. 
Südlich verlief die stillgelegte Bahnstrecke Salzwedel–Dannenberg, die in Teplingen einen Haltepunkt hatte. 

## Geschichte
Urkundlich erstmals erwähnt wurde der Ort 1476 unter dem Namen Tepelink im Wustrower Hausbuch.
Für das Jahr 1848 wird angegeben, dass Teplingen 23 Wohngebäude hatte, in denen 141 Einwohner lebten. Zu der Zeit war der Ort nach Rebenstorf eingepfarrt.
Am 1. Dezember 1910 hatte Teplingen im Kreis Lüchow 162 Einwohner. Am 1. Juli 1972 wurde Teplingen nach Wustrow eingemeindet.